# Selenicereus urbanianus
Selenicereus urbanianus là một loài thực vật có hoa trong họ Cactaceae. Loài này được (Gürke & Weing.) Britton & Rose miêu tả khoa học đầu tiên năm 1913.

## Hình ảnh

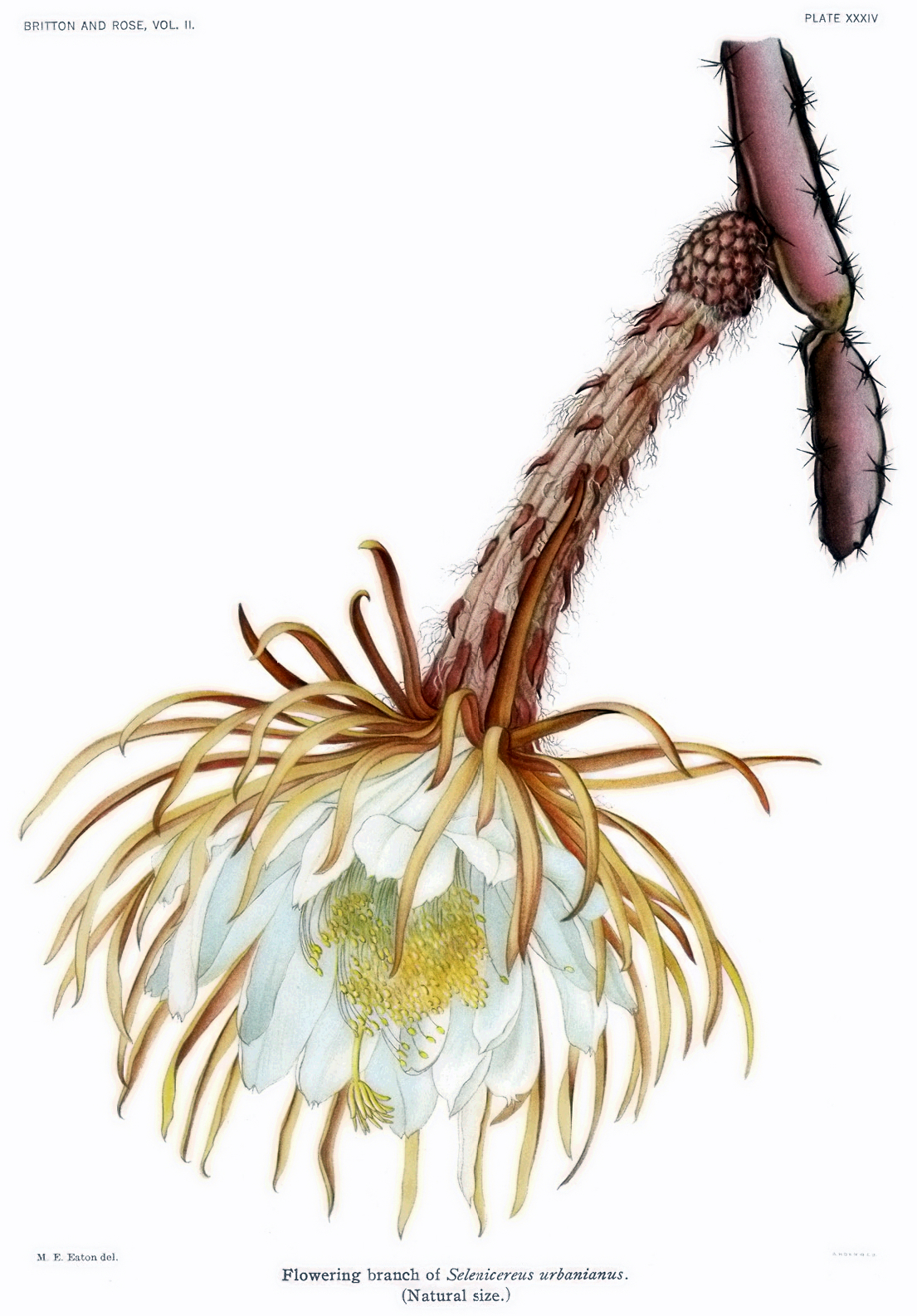
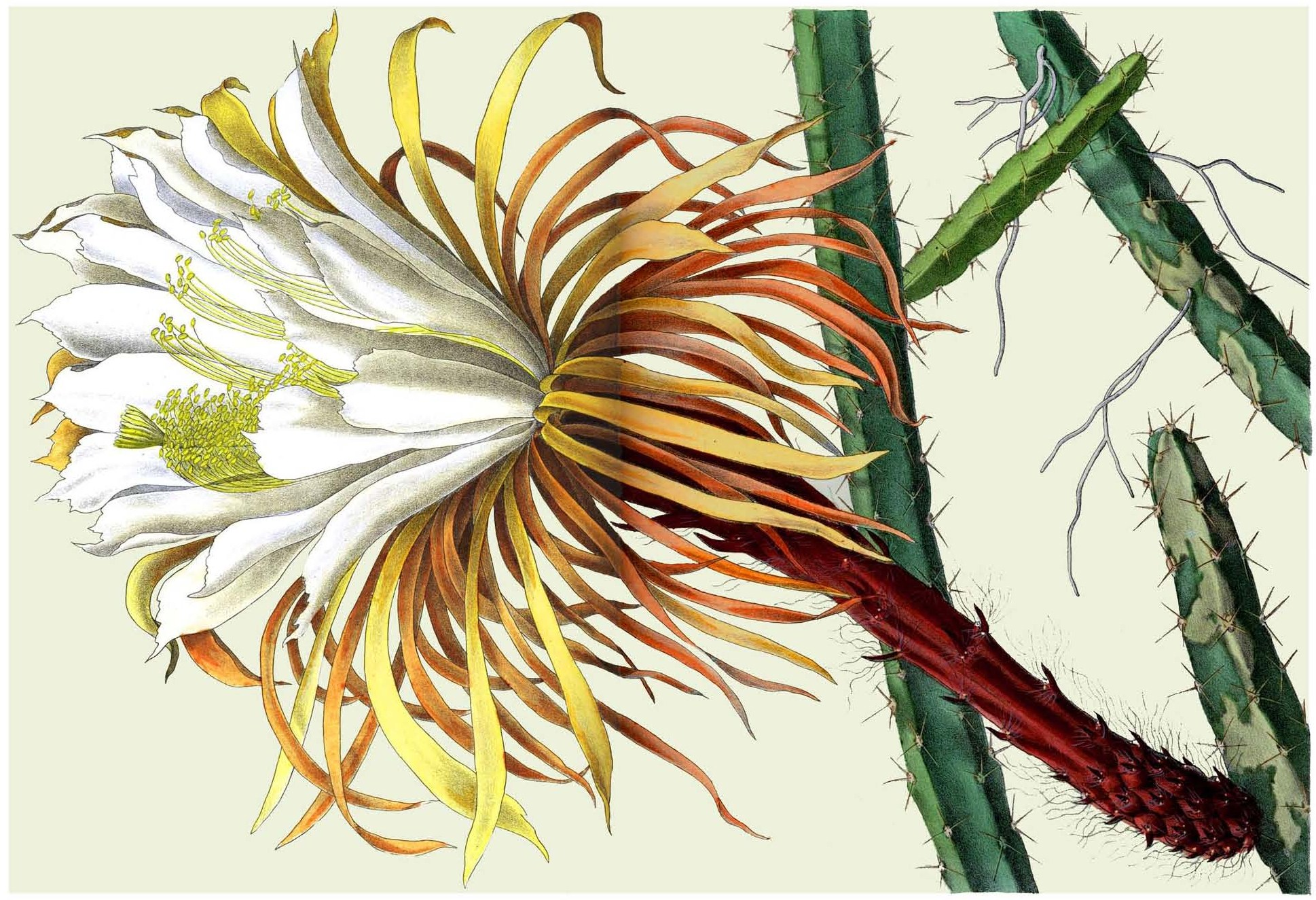